# Сам Хоуфай
Сам Хоуфай (иер. 岑浩輝, ютпх. Sam4 Hou6-fai1, кит.-рус. Цэнь Хаохуэй; англ. Sam Hou Fai; род. май 1962, Чжуншань, Гуандун) — политический деятель Макао. Глава администрации Макао с 2024 года.

## Биография
Сам Хоуфай родился в мае 1962 года в Чжуншане, провинция Гуандун. В 1981 году поступил на юридический факультет Пекинского университета. В 1986 году переехал в Макао. В 1990 году поступил в Коимбрский университет в Португалии. В 1993 году вернулся в Макао, в 1995 году стал членом судейской палаты Макао, одновременно работал в местной прокуратуре. В 1999 году Сам Хоуфай был назначен президентом Суда высшей инстанции Макао.
13 октября 2024 года Сам Хоуфай стал главой администрации Макао. Он был единственным кандидатом, одобренным выборным комитетом, и получил 394 голоса из 400.
Сам Хоуфай, наряду с Вон Сиучаком и Чён Винчхёном, считается одним из «тринадцати тхайпоу» (十三太保) — чиновников родом из материкового Китая, взрощенных Пекином специально для работы в Макао.